# Cassena aeneipennis
Cassena aeneipennis es un coleóptero de la familia Chrysomelidae. Fue descrita en 1932 por Laboissiere.